# Ніппон-Мару
Ніппон-Мару (Nippon Maru) — судно, яке під час Другої світової війни взяло участь у операціях японських збройних сил проти Перл-Гарбору, в Індійському океані, проти атола Мідвей, на Соломонових, Алеутських та Каролінських островах.

## Передвоєнна історія
Танкер Ніппон-Мару спорудили в 1936 році на верфі Kawasaki Dockyard у Кобе на замовлення компанії Yamashita Kisen.
Протягом наступних років судно здійснювало рейси до Північного Сахаліну, острова Борнео та Лос-Анджелесу.
7 вересня 1941-го Ніппон-Мару реквізували для потреб Імперського флоту Японії. До 15 жовтня воно пройшло певну модернізацію на верфі Kawasaki в Кобе (відомо, що судно мало захисне озброєння з однієї 120-мм гармати). Також танкер отримав здатність провадити бункерування інших кораблів у морі і в листопаді провів відповідні тренування.

## Операція проти Перл-Гарбору
У межах підготовки до удару по Перл-Гарбору Ніппон-Мару та ще кілька танкерів зібрались у затоці Хітокаппу на острові Еторофу (наразі Ітуруп) в Курильському архіпелазі. 26 листопада 1941-го ця група полишила Еторофу та попрямувала до центральної частини Тихого океану. На початку грудня танкери розпочали дозаправку бойових кораблів, яка відбувалась в умовах штормового моря. 5 грудня Ніппон-Мару провело останню дозаправку, після чого разом з кількома іншими танкерами рушило під охороною есмінця «Араре» до району очікування, в якому мало зустрітись з бойовими кораблями на їх зворотному шляху. 23 грудня Ніппон-Мару повернулось до Японії.

## Рейси на Каролінські острови
У січні 1942-го японське командування розпочало підготовку до операції із захоплення архіпелагу Бісмарка. Одним зі спрямованих на це заходів став перехід 7—14 січня потужного угруповання, яке включало 4 авіаносці та 2 лінкори, до атола Трук у центральній частині Каролінських островів (тут ще до війни створили потужну базу японського ВМФ, з якої до лютого 1944-го провадились операції в низці архіпелагів). Ніппон-Мару пройшов разом з цим загоном, проте коли 17 січня бойові кораблі попрямували на південь для проведення операції, рушив назад до Японії та 23 січня прибув до Токуями, де прийняв новий вантаж пального.
28 січня — 4 лютого 1942-го Ніппон-Мару пройшов на Палау (важлива база на заході Каролінських островів), куди невдовзі прибуло авіаносне з'єднання. 10—15 лютого танкер знову пройшов до Токуями для отримання пального.

## Операція в Індонезії
Вже 16 лютого 1942-го Ніппон-Мару вирушив на південь до Нідерландської Ост-Індії, де в Старінг-Бей (південно-східний півострів острова Целебес) збиралось велике угруповання в межах операції для заволодіння Явою. 24 лютого Ніппон-Мару та ще 3 танкери вийшли зі Старінг-Бей під охороною есмінців 27-ї дивізії (відомо, що у Яванській операції з її складу брали участь «Аріаке» та «Югуре»). Під час походу Ніппон-Мару провів бункерування лінкора «Конго», а 10 березня танкерний загін прибув назад до Старінг-Бей. 15 березня Ніппон-Мару бункерував тут лінкор «Кірішіма», а 21 числа вже прибув до Мако (важлива база ВМФ на Пескадорських островах у південній частині Тайванської протоки).

## Рейд у Індійський океан
24 березня 1942-го танкер вийшов з Мако та 31 числа прибув у район за кілька сотень кілометрів від південного виходу із Зондської протоки (розділяє Суматру та Яву). Тут він приєднався до авіаносного з'єднання, яке за кілька діб до того вирушило зі Старінг-Бей у рейд до Індійського океану. До 2 квітня танкер провів бункерування різноманітних кораблів, серед них авіаносці «Хірю» і «Акагі» та лінкор «Конго».
11 квітня танкерна група зустрілася з ударним з'єднанням, яке поверталось після ударів по острову Цейлон, при цьому Ніппон-Мару дозаправив «Акагі». Далі танкер (так само як і з'єднання) попрямував до Японії та на переході бункерував «Хірю» і «Кірішіму». 22 квітня Ніппон-Мару прибув до Куре.

## Битва під Мідвеєм
26 травня 1943-го Ніппон-Мару разом з іншими танкерами групи постачання вийшли з Хашіраджіми. Наступної доби звідси рушили головні сили авіаносного з'єднання, які 28 травня наздогнали танкери. 3 червня група постачання завершила дозаправку бойових кораблів, які рушили до бою та 4—5 червня зазнали катастрофічної поразки в битві під Мідвеєм.
13 червня 1942-го Ніппон-Мару прибув до Йокосуки, а невдовзі його призначили для підтримки операцій у північному регіоні (за єдиним задумом із нападом на Мідвей японці висадились на Алеутських островах). 21—23 червня Ніппон-Мару перейшов до Омінато (військово-морська база на північному завершенні острова Хонсю), де залишався до 4 липня. 10 липня танкер вивели зі складу групи забезпечення Північних сил.

## Операції на Соломонових островах
16 липня Ніппон-Мару та ще один танкер вирушили з Хашіраджіми для супроводу важких крейсерів «Кумано» та «Судзуя», що пройшли через Сінгапур до Бірми в межах підготовки до рейду в Індійський океан. 30 липня загін дістався до Мергуй (наразі М'єй на східному узбережжі Андаманського моря). На початку серпня Ніппон-Мару провів тут бункерування обох крейсерів, а також цілого ряду есмінців.
Втім, невдовзі союзники висадились на сході Соломонових островів, що започаткувало шестимісячну битву за Гуадалканал та змусило японське командування перекидати сюди підкріплення. Як наслідок, рейд до Індійського океану скасували й загін із Мергуй 8 серпня рушив до Океанії. Танкери також пройшли туди в супроводі есмінців «Сікінами» та «Уранамі», при цьому заходили до Таракану (центр нафтовидобувної промисловості на східному узбережжі Борнео), щоб прийняти додатковий вантаж пального. 18 серпня танкерний загін вирушив з Давао (філіппінський острів Мінданао) та за кілька діб прибув на Трук (можливо відзначити, що крейсери просто поминули цю базу, щоб якнайшвидше приєднатись до сил флоту, зібраних з метою проведення конвою з підкріпленнями для Гуадалканалу). 22 серпня Ніппон-Мару вийшов з Труку в супроводі есмінців «Мінегумо» та «Уранамі» та певний час перебував у морі, забезпечуючи бункерування бойових кораблів, які перебували північніше від Соломонових островів.
У вересні 1942-го японський флот знову вийшов з Труку та два тижні патрулював північніше від зазначеного архіпелагу. Ніппон-Мару знову взяв участь у його забезпеченні, зокрема, відомо, що танкер 16—18 вересня бункерував 2 важкі крейсери та 3 есмінці.
27 вересня 1942-го Ніппон-Мару прибув до Японії, а 1 жовтня рушив звідси назад до Труку і 8 числа вже був на цій базі. 10 жовтня Ніппон-Мару та ще один танкер вийшли з Труку (можливо, під ескортом есмінця «Судзукадзе»), а наступного дня звідси вирушило в похід велике угруповання, метою якого все так же була підтримка операцій на Гуадалканалі з району північніше від архіпелагу. Упродовж наступного тижня Ніппон-Мару провів бункерування численних кораблів — важких крейсерів та есмінців (можливо відзначити, що цей вихід японського флоту призвів 26 жовтня до битви біля островів Санта-Круз, проте в ній все вирішила дуель авіаносців, а крейсери та есмінці так і не вступили в бій).

## Походи до Південно-Східної Азії
Щонайменше з лютого 1943-го Ніппон-Мару розпочав курсувати між Труком і Південно-Східною Азією, звідки доправляв паливо для зібраних у Мікронезії сил флоту. Так, відомо, що танкер 16 лютого вийшов з Труку до Сінгапура, а 19 квітня рушив у рейс з Трука до Балікпапана (центр нафтовидобутку на східному узбережжі острова Борнео).

## Алеутська операція
У травні 1943-го американці розпочали операцію з повернення під свій контроль двох островів Алеутського архіпелагу, захоплених японцями за рік до того. Японське командування розпочало збирати сили для протидії і в  межах цих заходів 17—22 травня 1943-го з Труку до Японії пройшов загін великих кораблів (3 лінкори, 2 важких крейсери, есмінці). Того ж 17 травня Трук полишив і Ніппон-Мару, при цьому на початковому етапі переходу його ескортував есмінець «Онамі». 24 травня загін із трьох танкерів прибув до Японії. 28 травня — 2 червня Ніппон-Мару пройшов до Парамушира (Курильські острови), проте через падіння острова Атту операцію скасували.
Втім, Ніппон-Мару два місяці й далі перебував на Курилах для забезпечення кораблів, які намагались евакуювати гарнізон з іншого алеутського острова Киска. 7 липня 1943-го танкер вийшов з Парамушира разом із загоном із 3 легких крейсерів та 11 есмінців. Втім, у підсумку місію скасували через погану погоду та 18 липня Ніппон-Мару повернувся на Парамушир. Поповнивши свій вантаж від танкера «Тейо-Мару», Ніппон-Мару 22 липня знову вирушив у море і 26—27 липня провів бункерування загону кораблів, які за два дні нарешті змогли зняти гарнізон Киски. 1 серпня танкер повернувся на Парамушир у супроводі есмінця «Нацусімо», а 3 серпня полишив Курильські острови у напрямку західного узбережжя Японського архіпелагу.

## Нові походи для постачання флоту на Труці
9 вересня 1943-го Ніппон-Мару прибув на Трук, після чого знову взявся за рейси до Південно-Східної Азії. 30 вересня він вийшов з атола і 8 жовтня вже був на острові Таракан (ще один центр нафтовидобутку на східному узбережжі Борнео). Далі він відвідав Балікпапан, а 26 жовтня повернувся на Трук.
30 жовтня 1943-го танкер розпочав черговий рейс у складі конвою і 6—8 листопада побував на Таракані, а потім перейшов на Балікпапан. 14 листопада Ніппон-Мару вийшов з останнього разом з конвоєм № 2611, у складі якого прибув в район Палау. Звідси танкерна частина конвою під посиленою охороною рушила далі на схід і 21 листопада прибула на Трук.

## Рейс до Маршаллових островів
19 листопада американське угруповання з десятків великих бойових кораблів та двох сотень транспортних суден почало операцію для заволодіння островами Гілберта. Хоча в підсумку японське командування так і не наважилось протидіяти цьому надводними силами, проте 24 листопада вислало на Маршаллові острови загін із кількох важких крейсерів та есмінців охорони. Наступної доби туди ж попрямували Ніппон-Мару та ще один танкер Тоа-Мару, які рухались разом з 4 есмінцями. Втім, цієї охорони виявилось недостатньо і невдовзі підводний човен потопив Тоа-Мару, а 29 листопада біля атола Еніветок (крайній північний захід Маршаллових островів) інша американська субмарина USS Paddle дала торпедний залп по Ніппон-Мару. Дві торпеди влучили в ціль, проте не здетонували. 7 грудня Ніппон-Мару в супроводі 2 есмінців повернувся на Трук.

## Останні рейси
11 грудня 1943-го Ніппон-Мару знову попрямував до Індонезії по паливо. До Палау він пройшов як єдине судно конвою № 7111, далі 28 грудня дістався Таракану в конвої № 2516, а потім все так же відвідав Балікпапан.
8 січня 1944-го «Ніппон-Мару» рушив у складі конвою на Трук, маючи на борту 10 200 тонн нафти та 2000 бочок з авіаційним пальним. 14 січня в районі за вісім сотень кілометрів на схід від Палау японський загін перехопив підводний човен USS Scamp, що випустив по танкерах шість торпед. Дві з них влучили в «Ніппон-Мару», який загорівся та затонув лише за дві хвилини. Разом з судном загинули 16 членів екіпажу та 27 із 80 бійців морської піхоти, що перебували на борту.